# Maitland (Florida)
Maitland è una città degli Stati Uniti d'America situata in Florida, nella Contea di Orange.